# Fiat Stilo
Fiat Stilo – samochód osobowy klasy kompaktowej produkowany przez włoską markę FIAT w latach 2001–2010.

## Historia i opis modelu

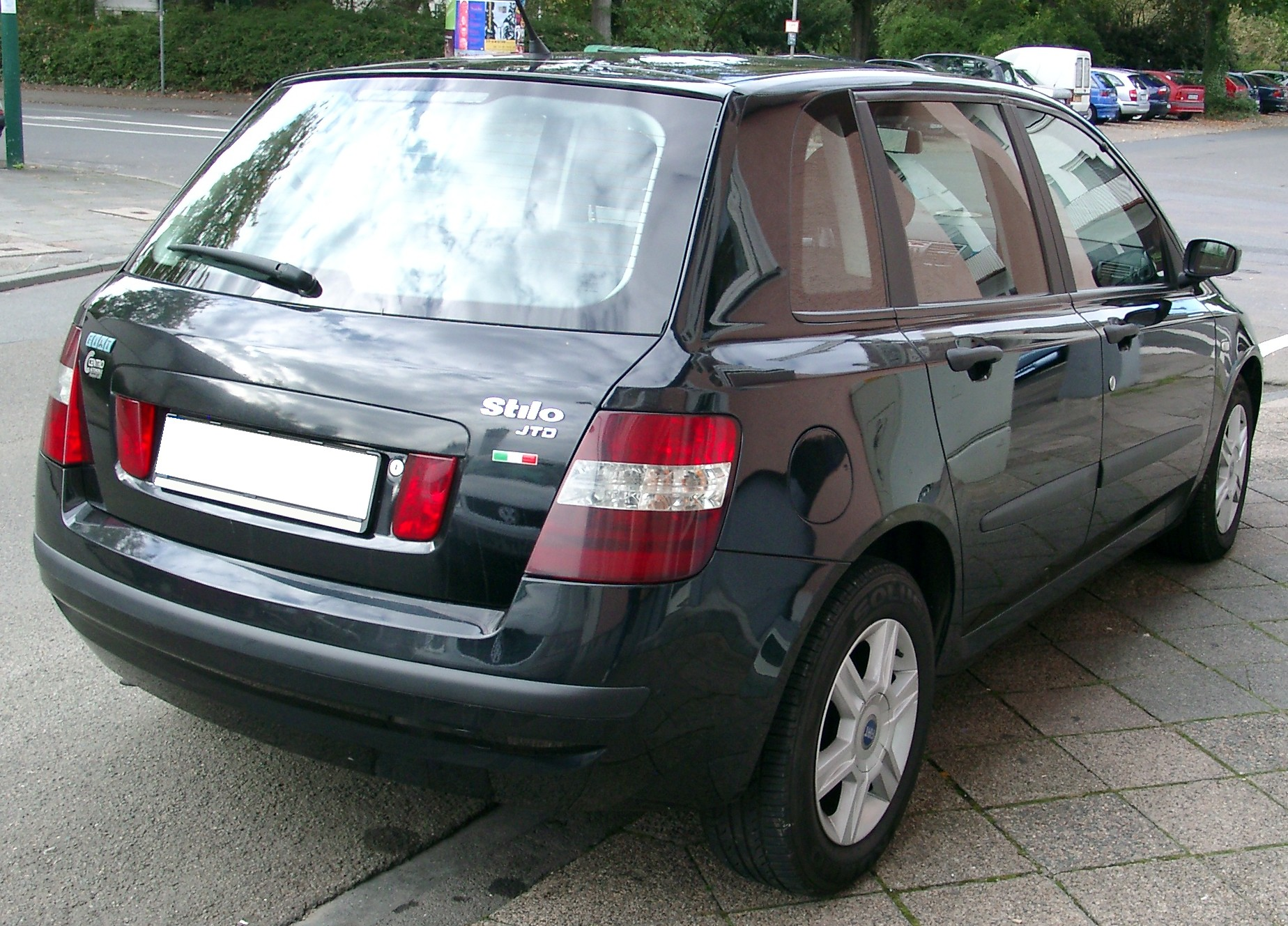
Fiat Stilo – tył

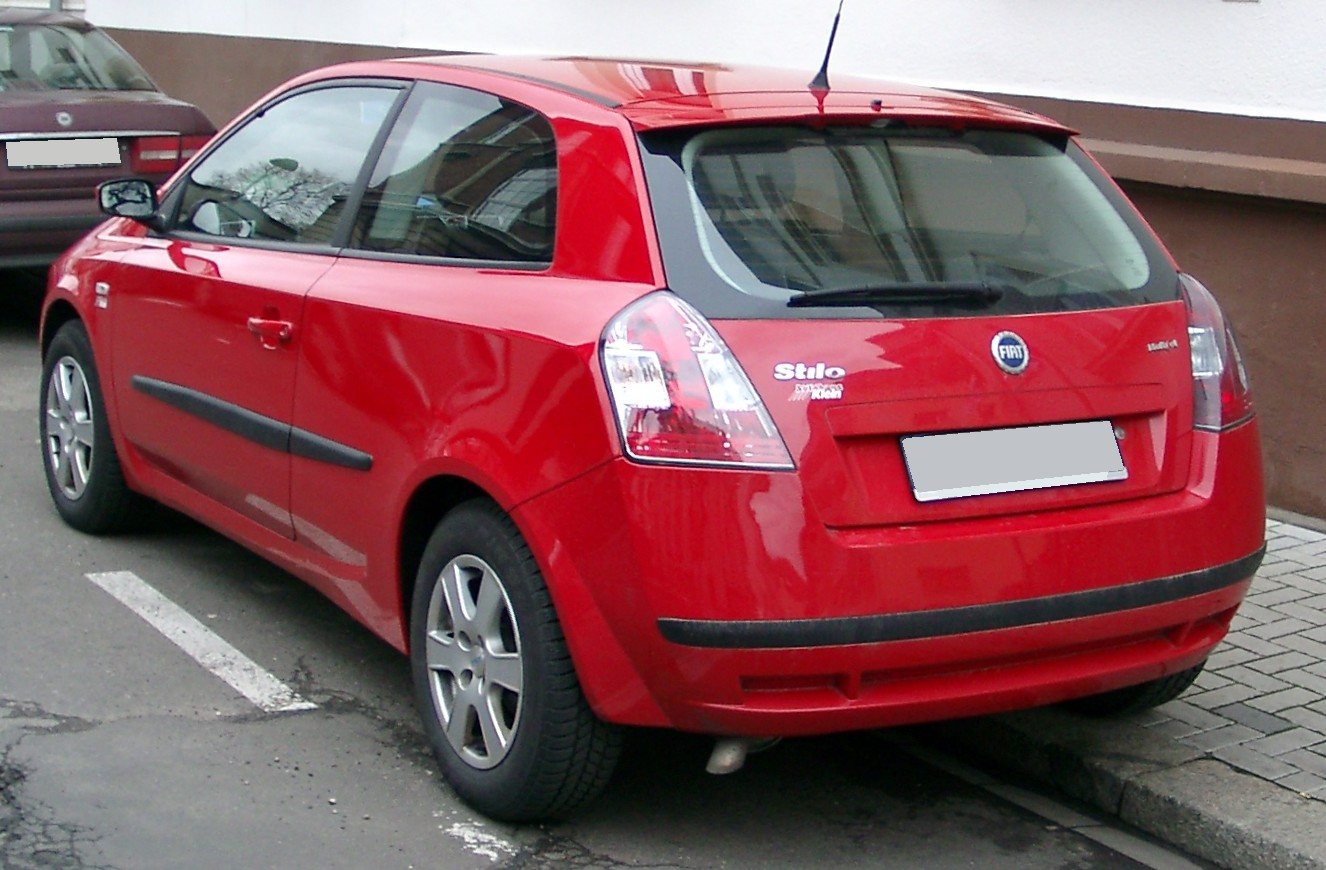
Fiat Stilo w wersji trzydrzwiowej

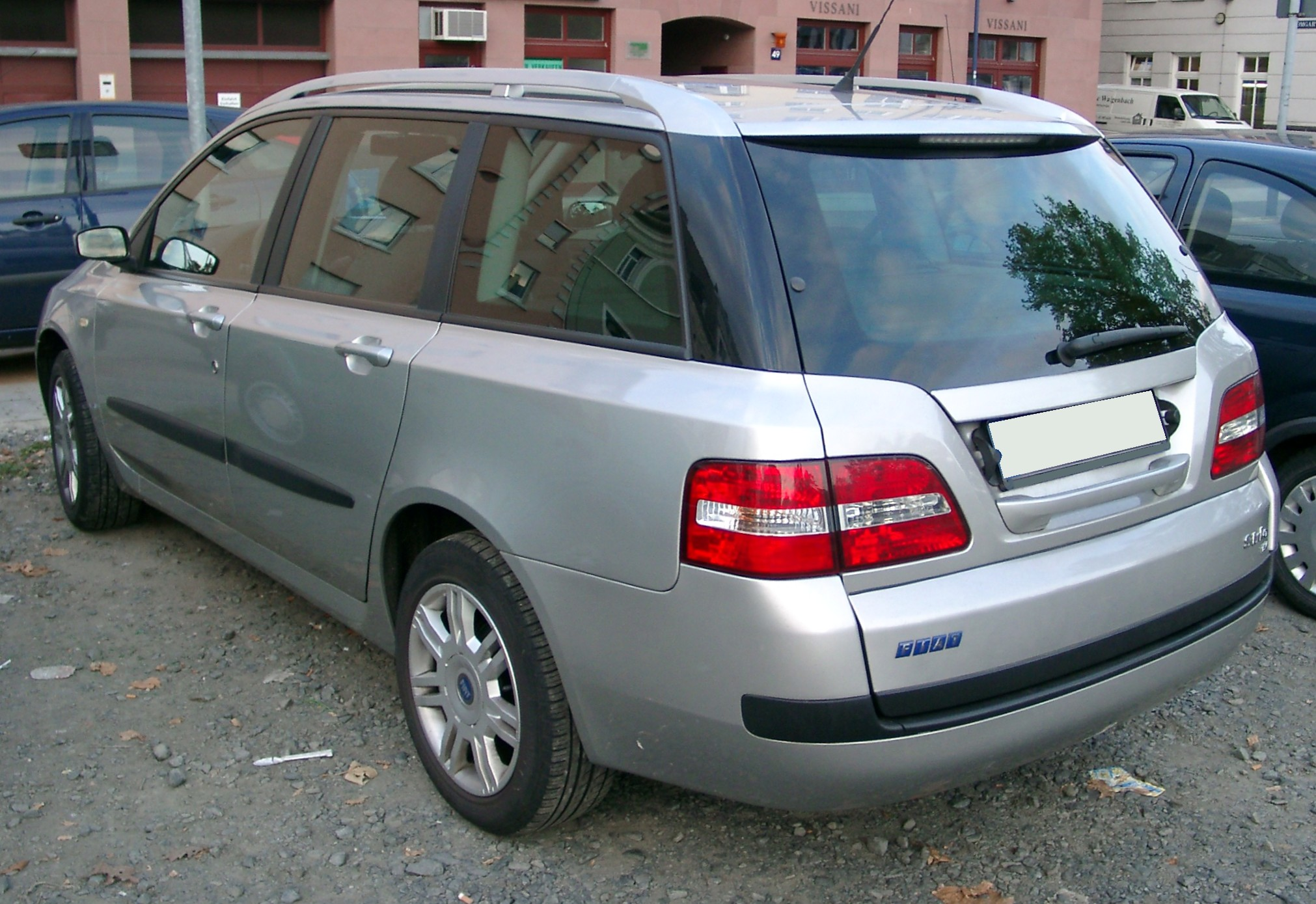
Fiat Stilo Kombi (Multiwagon)

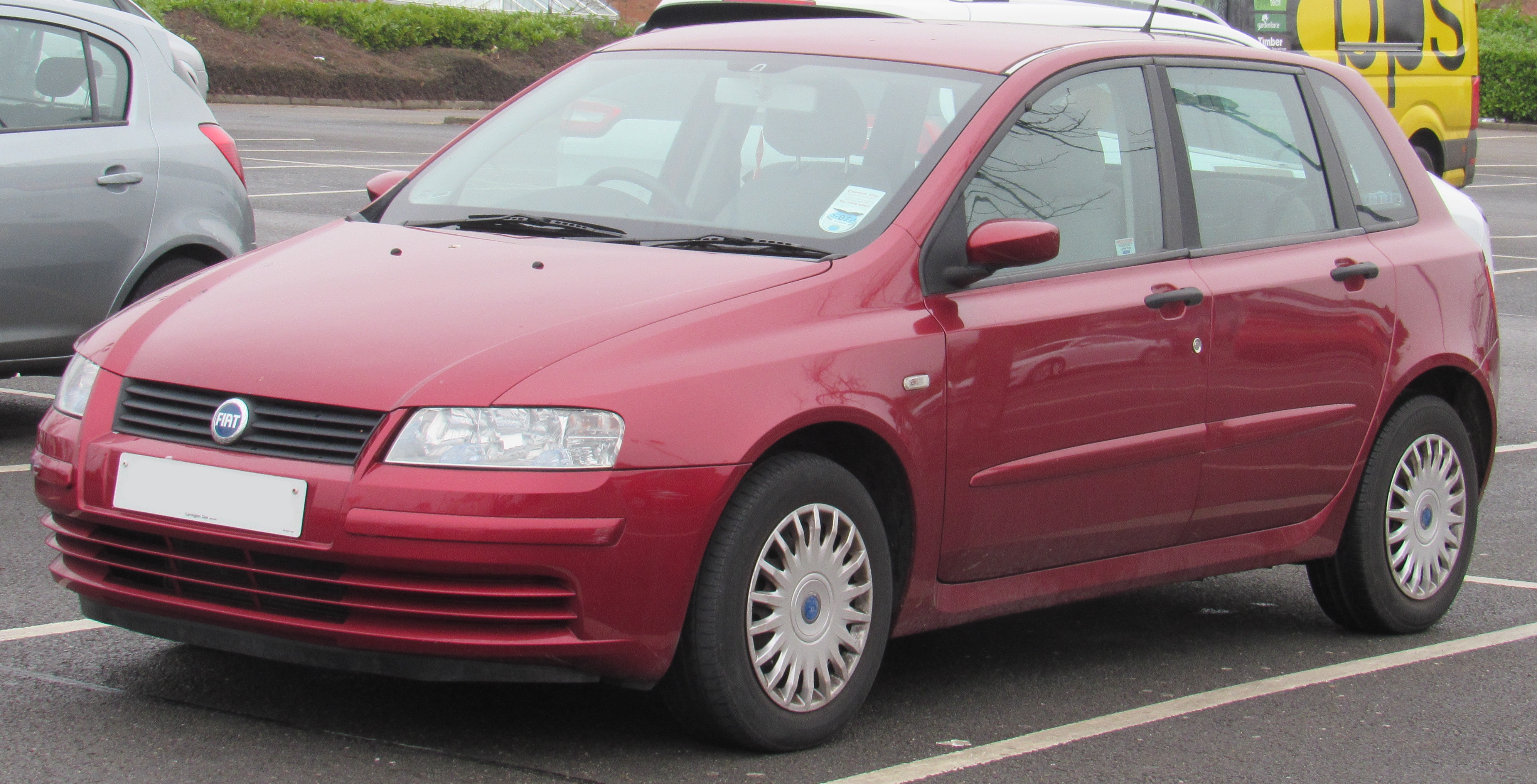
Fiat Stilo po liftingu

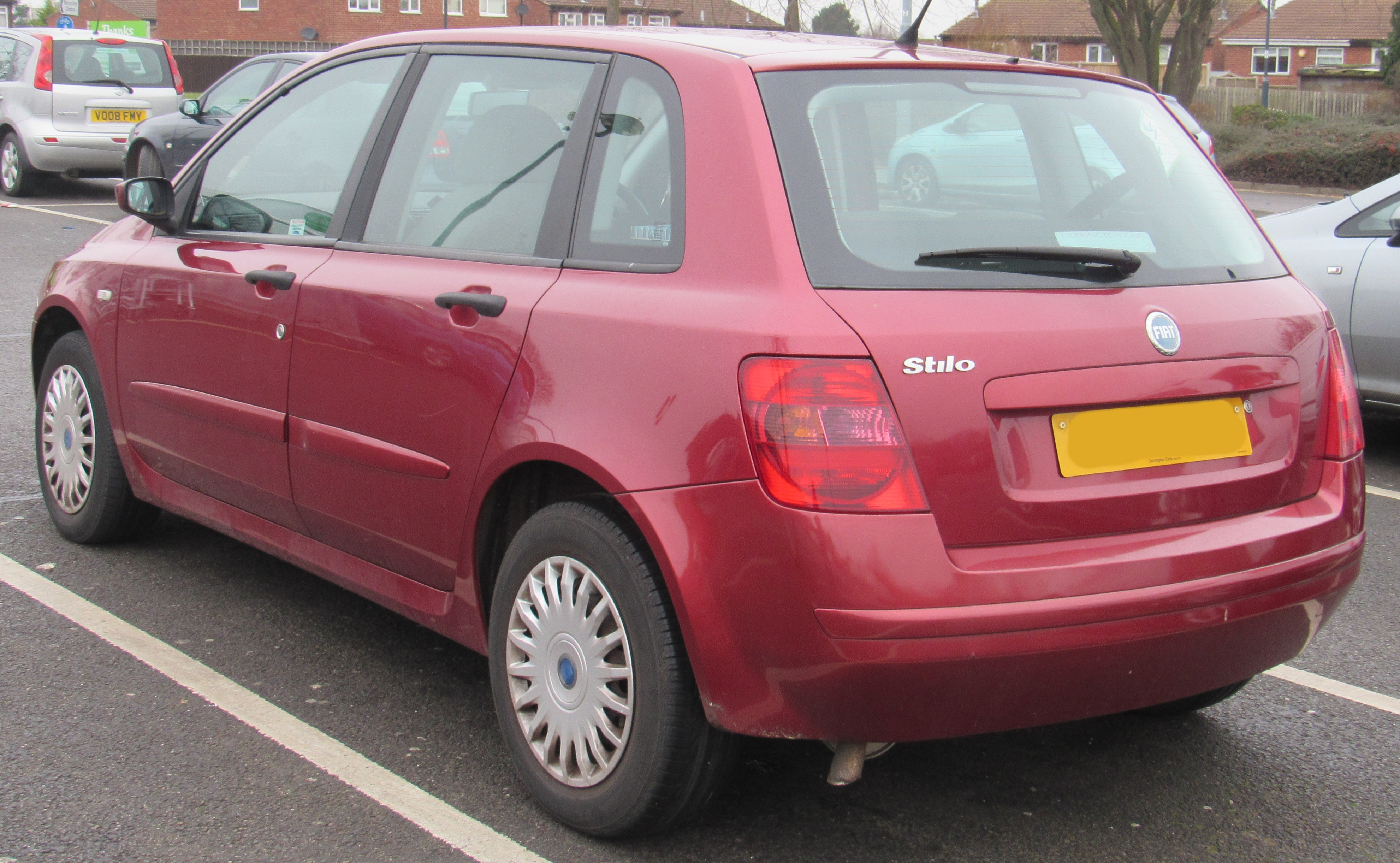
Fiat Stilo – tył po liftingu

Samochód został po raz pierwszy zaprezentowany podczas targów motoryzacyjnych w Genewie w 2001 roku. Początkowo auto oferowane było jako 3 i 5-drzwiowy hatchback. Bryła nadwozia pojazdu opracowana w Centrum Stylistycznym „Centro Stile” Fiata w Turynie na podstawie zmodyfikowanej modułowej płyty podłogowej znanej z modelu Bravo/Brava. W 2003 roku podczas targów motoryzacyjnych w Paryżu zaprezentowano wersję kombi pojazdu nazwaną Multiwagon. W 2003 roku również pojazd otrzymał kilka zmian stylistycznych, zmieniona została atrapa chłodnicy, lampy tylne, a także zastosowano nową gamę jednostek napędowych. W 2005 roku na bazie wersji kombi pojazdu zbudowany został uterenowiony Fiat Stilo Uproad, który wyposażony został w pakiet plastikowych zderzaków oraz wyższy prześwit nadwozia. W 2006 roku Stilo Uproad otrzymało kilka poprawek stylistycznych. Zmieniono m.in. atrapę chłodnicy, zastosowano chromowane listwy wokół szyb oraz nowy wzór 16-calowych alufelg.
Od stycznia 2002 do września 2010 roku auto produkowane było w Brazylii przez Fiat Automóveis w Betim jako 5-drzwiowy hatchback.
W plebiscycie na Europejski Samochód Roku 2002 model zajął 3. pozycję (za Peugeotem 307 i Renault Laguną II).

### Wersje wyposażeniowe
- Actual
- Active
- Comfort
- Dynamic
- Abarth
- Uproad
- Sergio Tacchini – limitowana wersja produkowana wyłącznie na rynek belgijski. Ma skórzaną tapicerkę i wykończenie (drzwi, mieszek skrzyni biegów), ponadto emblematy marki Tacchini nad radiem i po jednym na stronę nad tylnym kołem. Wersja ta wyróżnia się srebrną konsolą środkową.
- Schumacher – wersja limitowana pojazdu dostępna z silnikiem wysokoprężnym 1.9 JTDm o mocy 140 KM lub benzynowym 2.4 20V o mocy 170 KM. Auto wyróżnia się charakterystycznymi spojlerami oraz specjalnymi 17-calowymi alufelgami. We wnętrzu pojazdu zastosowane zostały sportowe fotele oraz trójramienna kierownica. Na środku deski rozdzielczej umieszczona została tabliczka znamionowa z numerem egzemplarza z limitowanej serii 3500 egzemplarzy, która zaprezentowana została pod koniec 2005 roku[7][8]
- Schumacher GP była to limitowana wersja (200 szt.) przygotowana przez Prodrive i sprzedawana w 2005 roku tylko na rynku Wielkiej Brytanii.

Standardowe wyposażenie pojazdu obejmuje m.in. system ABS z EBD, dwie poduszki powietrzne, zamek centralny sterowany pilotem, klimatyzację manualną, elektrycznie sterowane szyby przednie z zabezpieczeniem przed przycięciem palców, elektryczne sterowanie i podgrzewanie lusterek, elektrycznie sterowany obieg powietrza w kabinie, Fiat CODE (immobilizer ze zmiennym kodem), elektryczne wspomaganie układu kierowniczego Dualdrive, kolumna kierownicy z regulacją w dwóch płaszczyznach, komputer pokładowy ze wskaźnikiem temperatury zewnętrznej, nawiewy wentylacji dla pasażerów z tyłu, fotel kierowcy z regulacją wysokości, dzielona tylna kanapa (1/3 – 2/3), ogrzewany/chłodzony schowek w desce rozdzielczej (w wersjach z klimatyzacją), tylna lampka sufitowa, zestaw wskaźników z monochromatycznym wielofunkcyjnym wyświetlaczem LCD.
Opcjonalne wyposażenie – w zależności od wersji, auto doposażyć można było m.in.: system ESP, elektryczne sterowanie szyb tylnych (w wersjach 5-drzwiowych), system ASR, MSR, HBA, radioodtwarzacz CD/MP3, dwustrefową klimatyzację automatyczną, 8 poduszek powietrznych oraz wielofunkcyjną kierownicę, a także system Connect nav+ z 7-calowym ekranem, system bezkluczykowy, tempomat lub aktywny tempomat radarowy ACC (jako pierwsze auto klasy compact), czujniki parkowania, deszczu oraz zmierzchu, wbudowany telefon satelitarny, podgrzewane fotele przednie, skórzaną tapicerkę oraz kierownicę, elektrycznie sterowane fotele przednie oraz reflektory ksenonowe i dach panoramiczny. Dla wersji na rynek skandynawski Fiata Stilo można było doposażyć w system ogrzewania postojowego Webasto

### Silniki
| Silnik                | Pojemność skokowa [cm³] | Typ silnika        | Układ rozrządu/ liczba zaworów | Moc maksymalna [KM] przy obr./min | Maks. moment obrotowy [Nm] przy obr./min |                    |                    |                    |                    |
| Silniki benzynowe:    | Silniki benzynowe:      | Silniki benzynowe: | Silniki benzynowe:             | Silniki benzynowe:                | Silniki benzynowe:                       | Silniki benzynowe: | Silniki benzynowe: | Silniki benzynowe: | Silniki benzynowe: |
| --------------------- | ----------------------- | ------------------ | ------------------------------ | --------------------------------- | ---------------------------------------- | ------------------ | ------------------ | ------------------ | ------------------ |
| 1.2 16V               | 1242                    | R4                 | DOHC/16                        | 80/5000                           | 114/4000                                 |                    |                    |                    |                    |
| 1.4 16V               | 1368                    | R4                 | DOHC/16                        | 95/5800                           | 128/4500                                 |                    |                    |                    |                    |
| 1.6 16V               | 1596                    | R4                 | DOHC/16                        | 103/5750                          | 145/4000                                 |                    |                    |                    |                    |
| 1.6 16V               | 1598                    | R4                 | DOHC/16                        | 105/6200                          | 150/3900                                 |                    |                    |                    |                    |
| 1.8 16V               | 1747                    | R4                 | DOHC/16                        | 133/6400                          | 168/3500                                 |                    |                    |                    |                    |
| 2.4 20V*              | 2446                    | R5                 | DOHC/20                        | 170/6000                          | 221/3500                                 |                    |                    |                    |                    |
| Silniki wysokoprężne: |                         |                    |                                |                                   |                                          |                    |                    |                    |                    |
| 1.9 8V JTD            | 1910                    | R4                 | SOHC/8                         | 80/4000                           | 196/1500                                 |                    |                    |                    |                    |
| 1.9 8V JTD            | 1910                    | R4                 | SOHC/8                         | 100/4000                          | 200/2000                                 |                    |                    |                    |                    |
| 1.9 8V JTD            | 1910                    | R4                 | SOHC/8                         | 115/4000                          | 255/2000                                 |                    |                    |                    |                    |
| 1.9 8V JTDm           | 1910                    | R4                 | SOHC/8                         | 120/4000                          | 280/2000                                 |                    |                    |                    |                    |
| 1.9 16V JTDm          | 1910                    | R4                 | DOHC/16                        | 140/4000                          | 305/2000                                 |                    |                    |                    |                    |
| 1.9 16V JTDm          | 1910                    | R4                 | DOHC/16                        | 150/4000                          | 320/2000                                 |                    |                    |                    |                    |

*Silnik 2.4 napędza wersję ABARTH (ze skrzynią Selespeed) oraz GT (ze skrzynią manualną)